# Stefan Kirmaier
Stefan Kirmaier (ur. 28 lipca 1889 w Lachen, zm. 22 listopada 1916 w Les Boeufs) – as lotnictwa niemieckiego Luftstreitkräfte z 11 potwierdzonymi  zwycięstwami w I wojnie światowej. 

## Informacje ogólne
Służył w 8 Pułku Piechoty, zanim został przeniesiony do lotnictwa. Latał w FAA 203 w latach 1915–1916. W 1916 został przeniesiony do KEK Jamez, gdzie odniósł swoje pierwsze zwycięstwo 2 lipca 1916 roku. 5 października 1916 roku po odniesienie 3 zwycięstw został przeniesiony do eskadry myśliwskiej dowodzonej przez Oswalda Boelcke Jasta 2. Po śmierci dowódcy zajął jego miejsce. 22 listopada w czasie lotu bojowego na samolocie Albatros D.II został trafiony pojedynczą kulą w głowę. Zginą na miejscu mając na swoim koncie 11 zwycięstw powietrznych. Zestrzelenie Stefana Kirmaiera zostało przypisane załodze samolotu D.H.2s w składzie późniejszych asów brytyjskich Kelvina Crawforda oraz Johna Olivera Andrewsa z 24 Eskadry RFC.  W dniu swojej śmierci został odznaczony Orderem Hohenzollernów.
Latał na samolocie Albatros D.II.

## Odznaczenia
- Królewski Order Rodu Hohenzollernów
- Krzyż Żelazny I Klasy
- Krzyż Żelazny II Klasy